# فاتوتيني
فاتوتاين (بالأوكرانية: Ватутіне) هي مدينة تقع في مقاطعة تشيركاسكا في أوكرانيا. تأسست المدينة في عام 1946 تحت اسم "شاختينسكي"، ثم تم تغيير اسمها إلى فاتوتاين في عام 1949، وحصلت على وضع المدينة في عام 1952. يبلغ عدد سكانها حوالي 15,763 نسمة حسب تقديرات عام 2022، مما يجعلها واحدة من المدن الصغيرة في أوكرانيا.
تعتبر فاتوتاين مركزًا صناعيًا رئيسيًا في المنطقة. يعتمد اقتصاد المدينة بشكل أساسي على الصناعة، حيث تضم عددًا من المنشآت الصناعية البارزة، مثل:
- مجمع فاتوينسكي للمواد المقاومة للحرارة: تأسس في الستينيات ويختص بإنتاج مواد مثل الشاموت والكاولين.
- مصنع فاتوينسكي لتصنيع الأخشاب: تأسس في أواخر الأربعينيات، ويعد من أهم المصانع في المنطقة.
- مجمع فاتوينسكي لتصنيع اللحوم: يُعتبر من المنشآت الصناعية القديمة التي تلعب دورًا كبيرًا في تلبية احتياجات السوق المحلي من اللحوم.

تسهم هذه الصناعات في تعزيز الاقتصاد المحلي من خلال توفير فرص العمل ودعم البنية التحتية للمدينة.
على الرغم من أن فاتوتاين لا تُعد وجهة سياحية بارزة في أوكرانيا، إلا أن المدينة تحافظ على تقاليد ثقافية غنية. يتم تنظيم العديد من المهرجانات والفعاليات المحلية التي تعكس التراث الأوكراني. كما تسعى فاتوتاين إلى تحسين بنيتها التحتية وتطوير اقتصادها المحلي بشكل مستمر.